# 小石殿
小石殿（天正11年（1583年） - 寛文元年8月16日（1661年9月20日））は、安土桃山時代から江戸時代初期にかけての女性。石田三成とその正室・皎月院（後年の史料では無量院ともされる）の間に生まれた次女。

## 生涯
文禄2年（1593年）9月以前から慶長4年（1599年）8月まで、豊臣秀吉の正室・北政所（高台院）のもとに仕えていたことが記録されている。
慶長4年（1599年）8月、三成が同年3月に発生した「七将襲撃事件」により五奉行を罷免され、佐和山城に蟄居していた時期、小石殿（当時17歳）は、会津若松へ戻る直江兼続に託され、上杉家に仕えていた岡重政（当時21歳）に嫁いだ。重政はもとは蒲生氏郷の小姓であったが、のちに蒲生秀行に仕官し、蒲生騒動によって秀行が改易された後、直江兼続の招きで上杉家に転じた経歴を持つ。
その後、慶長18年（1613年）12月8日、夫の岡重政は徳川家康により駿府に召喚され、切腹を命じられている。小石殿はこの際、重政との間に生まれた子・岡吉右衛門（石田三成の孫）を、町野幸和とその妻・祖心尼のもとへ託した。
その後、小石殿は岡重政の縁者である岡定俊夫妻と共に、四男一女の子どもたちを伴い故郷の小浜に戻ったとされる。
寛文元年（1661年）8月16日に没し、戒名は「光岳院妙和□□」とされ、福井県小浜市の本境寺塔頭・受照院に葬られた。享年79歳。